# Libiano Abbiati
Libiano Abbiati foi um jogador de basquetebol ítalo-brasileiro. Natural da cidade de Luca, na Itália, Abbiati chegou ao Brasil com 7 anos.
Chegou a ser convocado pela Seleção Brasileira de Basquete, mas não pode jogar, pois não tinha conseguido a legalização no Brasil. Em 1995, foi campeão Mundial de Máster, defendendo a bandeira do Brasil, na Costa Rica.
Libiano faleceu no dia 28 de maio de 2012, aos 82 anos, vitimado por um câncer na bexiga.

## Biografia
Libiano começou sua carreira no basquetebol, em 1944, representando a Associação Atlética São Paulo. Posteriormente se transferiu para o Mackenzie (SP).
Em 1951, mudou-se para a cidade de Volta Redonda-RJ para trabalhar na Companhia Siderúrgica Nacional (CSN) e assumir o posto de químico da estação de tratamento de água da empresa. 
Passou então a praticar o esporte na cidade, sendo um dos fundadores do Umuarama Basquete.
Participou de várias competições na região e conquistou vários títulos, entre eles, o da Copa Vale do Paraíba.
Em 1995, foi campeão Mundial de Máster, na Costa Rica.

## Horarias
- Homenageado pela Câmara Municipal de Volta Redonda com a Medalha do Mérito Esportivo Professor Paulo Camargo de Melo[4].
- Em 1995 foi homenageado com o título de "Cdadão do Estado do Rio de Janeiro"[5].
- Em maio de 2011, o Clube dos Funcionários batizou sua quadra de basquete de "Libiano Abbiati"[4].